# Barcelos
Barcelos é uma cidade portuguesa inserida na sub-região do Cávado (NUT III), pertencendo à região do Norte (NUT II) e ao Distrito de Braga. Conta em 2021 com uma população de 20 846 habitantes repartidos na malha urbana da cidade.
É sede do Município Barcelos que tem uma área total de 378,9 km2, 116 752 habitantes em 2021 e, por isso, uma densidade populacional de 308 habitantes por km2, subdividido em 61 freguesias. O município é limitado a norte pelos municípios de Viana do Castelo e Ponte de Lima, a leste por Vila Verde e por Braga, a sudeste por Vila Nova de Famalicão, a sudoeste pela Póvoa de Varzim e a oeste por Esposende.

## História
Barcelos é uma localidade habitada desde há muito tempo como indicam os vestígios em várias das suas zonas de Barcelos. Aproximadamente no ano de 1177, Barcelos recebeu de D. Afonso Henriques carta de foral e em 1227 a vila começava a chamar mais população. Em 1928 Barcelos foi elevada a categoria de cidade.
Condes de Barcelos:
- 1.° Conde de Barcelos (em 1298): Conde João Afonso Teles de Meneses (Senhor de Albuquerque)
- 3.° Conde de Barcelos: D. Pedro (filho bastardo de D. Dinis)
- 7.° Conde de Barcelos (em 1385): D. Nuno Álvares Pereira (Condestável do Reino)
- 8.° Conde de Barcelos (em 1401): D. Afonso (recebe o condado como dote de casamento com D. Beatriz, filha de D. Nuno Álvares Pereira)
- 9.° Conde de Barcelos: D. Fernando I
- 10.° Conde de Barcelos (em 1478): D. Fernando II
- 12.° Conde de Barcelos (em 1532/1563): D. Teodósio

## Demografia

### População
Os dados relativos aos Censos de 2021 indicam que o município de Barcelos registou 116 752 habitantes, menos 3 639 habitantes comparado com os Censos de 2011, onde foram registados 120 391 habitantes. Das 61 freguesias, 10 registaram um crescimento populacional, enquanto a média foi de –3%.
| Freguesia                                                       | Habitantes (2021) | Habitantes (2011) | Variação |
| --------------------------------------------------------------- | ----------------- | ----------------- | -------- |
| Abade de Neiva                                                  | 2 011             | 2 024             | –0,6%    |
| Aborim                                                          | 827               | 891               | –7,2%    |
| Adães                                                           | 755               | 790               | –4,4%    |
| Airó                                                            | 884               | 913               | –3,2%    |
| Aldreu                                                          | 795               | 904               | –12,1%   |
| Alheira e Igreja Nova                                           | 1 347             | 1 456             | –7,5%    |
| Alvelos                                                         | 2 010             | 2 145             | –6,3%    |
| Alvito (São Pedro e São Martinho) e Couto                       | 1 446             | 1 438             | +0,6%    |
| Arcozelo                                                        | 12 828            | 12 840            | –0,1%    |
| Areias                                                          | 1 026             | 1 014             | +1,2%    |
| Areias de Vilar e Encourados                                    | 1 740             | 1 879             | –7,4%    |
| Balugães                                                        | 787               | 841               | –6,4%    |
| Barcelinhos                                                     | 1 869             | 1 781             | +4,9%    |
| Barcelos, Vila Boa e Vila Frescainha (São Martinho e São Pedro) | 11 349            | 11 108            | +2,2%    |
| Barqueiros                                                      | 1 916             | 1 957             | –2,1%    |
| Cambeses                                                        | 1 236             | 1 300             | –4,9%    |
| Campo e Tamel (São Pedro Fins)                                  | 1 509             | 1 521             | –0,8%    |
| Carapeços                                                       | 2 168             | 2 277             | –4,8%    |
| Carreira e Fonte Coberta                                        | 2 022             | 2 033             | –0,5%    |
| Carvalhal                                                       | 1 233             | 1 391             | –11,4%   |
| Carvalhas                                                       | 692               | 691               | +0,1%    |
| Chorente, Góios, Courel, Pedra Furada e Gueral                  | 2 454             | 2 568             | –4,4%    |
| Cossourado                                                      | 758               | 825               | –8,1%    |
| Creixomil e Mariz                                               | 1 112             | 1 908             | –7,9%    |
| Cristelo                                                        | 1 657             | 1 875             | –11,6%   |
| Durrães e Tregosa                                               | 1 379             | 1 409             | –2,1%    |
| Fornelos                                                        | 804               | 803               | +0,1%    |
| Fragoso                                                         | 2 070             | 2 193             | –5,6%    |
| Galegos (Santa Maria)                                           | 2 848             | 2 930             | –4,4%    |
| Galegos (São Martinho)                                          | 1 842             | 1 930             | –4,6%    |
| Gamil e Midões                                                  | 1 377             | 1 386             | –0,6%    |
| Gilmonde                                                        | 1 497             | 1 514             | –1,3%    |
| Lama                                                            | 1 164             | 1 271             | –8,4%    |
| Lijó                                                            | 2 425             | 2 306             | +5,2%    |
| Macieira de Rates                                               | 1 907             | 2 083             | –8,4%    |
| Manhente                                                        | 1 705             | 1 703             | +0,1%    |
| Martim                                                          | 2 051             | 2 375             | –13,6%   |
| Milhazes, Vilar de Figos e Faria                                | 1 993             | 2 066             | –3,5%    |
| Moure                                                           | 921               | 925               | –0,4%    |
| Negreiros e Chavão                                              | 2 204             | 2 364             | –6,8%    |
| Oliveira                                                        | 986               | 1 004             | –1,8%    |
| Palme                                                           | 1 045             | 1 073             | –2,6%    |
| Panque                                                          | 631               | 680               | –7,2%    |
| Paradela                                                        | 789               | 850               | –7,2%    |
| Pereira                                                         | 1 241             | 1 318             | –5,8%    |
| Perelhal                                                        | 1 700             | 1 749             | –2,8%    |
| Pousa                                                           | 2 210             | 2 272             | –2,4%    |
| Quintiães e Aguiar                                              | 1 080             | 1 190             | –9,2%    |
| Remelhe                                                         | 1 280             | 1 309             | –2,2%    |
| Roriz                                                           | 2 022             | 2 152             | –6,0%    |
| Santa Eugénia de Rio Covo                                       | 1 556             | 1 483             | +4,9%    |
| Sequeade e Bastuço (São João e Santo Estêvão)                   | 1 808             | 1 916             | –5,6%    |
| Silva                                                           | 900               | 913               | –1,4%    |
| Silveiros e Rio Covo (Santa Eulália)                            | 2 098             | 2 151             | –2,5%    |
| Tamel (Santa Leocádia) e Vilar do Monte                         | 1 269             | 1 420             | –10,6%   |
| Tamel (São Veríssimo)                                           | 2 915             | 3 025             | –3,6%    |
| Ucha                                                            | 1 418             | 1 420             | –0,1%    |
| Várzea                                                          | 1 934             | 1 904             | +1,6%    |
| Viatodos, Grimancelos, Minhotães e Monte de Fralães             | 3 744             | 3 814             | –1,8%    |
| Vila Cova e Feitos                                              | 2 449             | 2 564             | –4,5%    |
| Vila Seca                                                       | 1 065             | 1 197             | –11,0%   |
| Barcelos                                                        | 116 752           | 120 391           | –3,0%    |

### Evolução da população
| Número de habitantes | Número de habitantes | Número de habitantes | Número de habitantes | Número de habitantes | Número de habitantes | Número de habitantes | Número de habitantes | Número de habitantes | Número de habitantes | Número de habitantes | Número de habitantes | Número de habitantes | Número de habitantes | Número de habitantes | Número de habitantes |
| -------------------- | -------------------- | -------------------- | -------------------- | -------------------- | -------------------- | -------------------- | -------------------- | -------------------- | -------------------- | -------------------- | -------------------- | -------------------- | -------------------- | -------------------- | -------------------- |
| 1864                 | 1878                 | 1890                 | 1900                 | 1911                 | 1920                 | 1930                 | 1940                 | 1950                 | 1960                 | 1970                 | 1981                 | 1991                 | 2001                 | 2011                 | 2021                 |
| 44 021               | 44 732               | 45 322               | 46 953               | 51 121               | 52 066               | 58 360               | 68 184               | 75 567               | 83 211               | 89 548               | 103 773              | 111 733              | 122 096              | 120 391              | 116 752              |

(Número de habitantes que tinham a residência oficial neste concelho à data em que os censos se realizaram.)
| Número de habitantes por grupo etário | Número de habitantes por grupo etário | Número de habitantes por grupo etário | Número de habitantes por grupo etário | Número de habitantes por grupo etário | Número de habitantes por grupo etário | Número de habitantes por grupo etário | Número de habitantes por grupo etário | Número de habitantes por grupo etário | Número de habitantes por grupo etário | Número de habitantes por grupo etário | Número de habitantes por grupo etário | Número de habitantes por grupo etário | Número de habitantes por grupo etário |
| ------------------------------------- | ------------------------------------- | ------------------------------------- | ------------------------------------- | ------------------------------------- | ------------------------------------- | ------------------------------------- | ------------------------------------- | ------------------------------------- | ------------------------------------- | ------------------------------------- | ------------------------------------- | ------------------------------------- | ------------------------------------- |
|                                       | 1900                                  | 1911                                  | 1920                                  | 1930                                  | 1940                                  | 1950                                  | 1960                                  | 1970                                  | 1981                                  | 1991                                  | 2001                                  | 2011                                  | 2021                                  |
| 0-14 Anos                             | 15 667                                | 18 014                                | 18 188                                | 20 563                                | 25 433                                | 27 535                                | 31 870                                | 33 655                                | 35 464                                | 28 859                                | 24 648                                | 20 002                                | 14 715                                |
| 15–24 Anos                            | 7697                                  | 8785                                  | 9271                                  | 10 302                                | 11 122                                | 13 210                                | 13 658                                | 15 740                                | 20 716                                | 22 900                                | 20 849                                | 15 677                                | 14 057                                |
| 25–64 Anos                            | 20 248                                | 20 833                                | 21 279                                | 23 069                                | 26 280                                | 29 451                                | 32 209                                | 32 875                                | 39 457                                | 50 134                                | 63 443                                | 68 165                                | 64 965                                |
| ≥ 65 Anos                             | 3349                                  | 3378                                  | 3273                                  | 3612                                  | 3896                                  | 4529                                  | 5474                                  | 5860                                  | 8136                                  | 9840                                  | 13 156                                | 16 547                                | 23 015                                |

(Obs: De 1900 a 1950 os dados referem-se à população presente no concelho à data em que eles se realizaram Daí que se registem algumas diferenças relativamente à designada população residente)

## Geografia
O ponto mais alto do município situa-se no Monte de São Gonçalo, a 488 metros de altitude, entre as freguesias de Feitos e Fragoso.
O município é caracterizado por três bacias hidrográficas, a do rio Cávado, rio Neiva e o rio Este.

## Município
Administrativamente o município de Barcelos, fica no distrito de Braga. É um dos vinte e três municípios portugueses com mais de 100 mil habitantes. É limitado a norte por Viana do Castelo e Ponte de Lima, a leste por Vila Verde e por Braga, a sudeste por Vila Nova de Famalicão, a sudoeste pela Póvoa de Varzim e a oeste por Esposende.
A Câmara Municipal é composta, para além do presidente, por dez vereadores. Existe uma Assembleia Municipal que é o órgão legislativo do município, constituída por sessenta e dois deputados (dos quais um é presidente) e os sessenta e um Presidentes de Junta de Freguesia.
| Órgão                             | PSD/CDS | PS | CH | IND | BE | PCP-PEV |
| Vereadores da Câmara Municipal    | 6       | 5  | 0  | 0   | 0  | 0       |
| Deputados da Assembleia Municipal | 30      | 24 | 3  | 2   | 2  | 1       |
| Presidentes de Junta de Freguesia | 27      | 28 | 0  | 5   | 0  | 0       |

### Freguesias

Freguesias de Barcelos

O município de Barcelos é subdividido em 61 freguesias. Eram 86 até à reordenação de 2012, mantendo-se o município português com maior número de freguesias. As freguesias atuais são:
- Abade de Neiva
- Aborim
- Adães
- Airó
- Aldreu
- Alheira e Igreja Nova
- Alvelos
- Alvito (São Pedro e São Martinho) e Couto
- Arcozelo
- Areias
- Areias de Vilar e Encourados
- Balugães
- Barcelinhos
- Barcelos, Vila Boa e Vila Frescainha (São Martinho e São Pedro)
- Barqueiros
- Cambeses
- Campo e Tamel (São Pedro Fins)
- Carapeços
- Carreira e Fonte Coberta
- Carvalhal
- Carvalhas
- Chorente, Góios, Courel, Pedra Furada e Gueral
- Cossourado
- Creixomil e Mariz
- Cristelo
- Durrães e Tregosa
- Fornelos
- Fragoso
- Galegos (Santa Maria)
- Galegos (São Martinho)
- Gamil e Midões
- Gilmonde
- Lama
- Lijó
- Macieira de Rates
- Manhente
- Martim
- Milhazes, Vilar de Figos e Faria
- Moure
- Negreiros e Chavão
- Oliveira
- Palme
- Panque
- Paradela
- Pereira
- Perelhal
- Pousa
- Quintiães e Aguiar
- Remelhe
- Roriz
- Santa Eugénia de Rio Covo
- Sequeade e Bastuço (São João e Santo Estêvão)
- Silva
- Silveiros e Rio Covo (Santa Eulália)
- Tamel (Santa Leocádia) e Vilar do Monte
- Tamel (São Veríssimo)
- Ucha
- Várzea
- Viatodos, Grimancelos, Minhotães e Monte de Fralães
- Vila Cova e Feitos
- Vila Seca

## Política

### Eleições autárquicas[7]
| Data | %       | V       | %       | V       | %     | V     | %            | V            | %              | V    | %              | V       | %              | V      | %              | V   | %              | V   | %              | V   | %              | V       | %   | V   | %          | V          | %   | V   | %  | V  | Participação |                |
| Data | PPD/PSD | PPD/PSD | CDS-PP  | CDS-PP  | PS    | PS    | FEPU/APU/CDU | FEPU/APU/CDU | GDUP           | GDUP | PRD            | PRD     | UDP/BE         | UDP/BE | MPT            | MPT | PPM            | PPM | PND            | PND | PSD-CDS        | PSD-CDS | GCE | GCE | PCTP/ MRPP | PCTP/ MRPP | MAS | MAS | CH | CH | Participação |                |
| ---- | ------- | ------- | ------- | ------- | ----- | ----- | ------------ | ------------ | -------------- | ---- | -------------- | ------- | -------------- | ------ | -------------- | --- | -------------- | --- | -------------- | --- | -------------- | ------- | --- | --- | ---------- | ---------- | --- | --- | -- | -- | ------------ | -------------- |
| Data | 1976    | 44,03   | 5       | 23,64   | 2     | 20,50 | 2            | 4,84         | -              | 2,57 | -              |         |                |        |                |     |                |     |                |     |                |         |     |     |            |            |     |     |    |    |              | 77,73 / 100,00 |
| 1979 | 49,71   | 5       | 22,42   | 2       | 17,45 | 2     | 7,44         | -            |                |      | 83,54 / 100,00 |         |                |        |                |     |                |     |                |     |                |         |     |     |            |            |     |     |    |    |              |                |
| 1982 | 49,16   | 5       | 17,92   | 2       | 23,30 | 2     | 6,11         | -            | 79,57 / 100,00 |      |                |         |                |        |                |     |                |     |                |     |                |         |     |     |            |            |     |     |    |    |              |                |
| 1985 | 48,89   | 5       | 15,88   | 1       | 25,13 | 3     | 4,59         | -            | 2,33           | -    | 75,77 / 100,00 |         |                |        |                |     |                |     |                |     |                |         |     |     |            |            |     |     |    |    |              |                |
| 1989 | 50,02   | 5       | 11,49   | 1       | 31,45 | 3     | 3,21         | -            |                |      | 1,01           | -       | 73,01 / 100,00 |        |                |     |                |     |                |     |                |         |     |     |            |            |     |     |    |    |              |                |
| 1993 | 51,26   | 5       | 14,37   | 1       | 27,74 | 3     | 3,70         | -            |                |      | 73,50 / 100,00 |         |                |        |                |     |                |     |                |     |                |         |     |     |            |            |     |     |    |    |              |                |
| 1997 | 46,15   | 5       | 6,21    | -       | 42,60 | 4     | 1,57         | -            | 0,76           | -    | 75,49 / 100,00 |         |                |        |                |     |                |     |                |     |                |         |     |     |            |            |     |     |    |    |              |                |
| 2001 | 51,11   | 5       | 3,18    | -       | 39,32 | 4     | 2,51         | -            | 0,95           | -    | 0,78           | -       | 78,08 / 100,00 |        |                |     |                |     |                |     |                |         |     |     |            |            |     |     |    |    |              |                |
| 2005 | 47,18   | 5       | 2,88    | -       | 41,77 | 4     | 1,42         | -            | 1,88           | -    |                |         | 0,35           | -      | 1,76           | -   | 76,64 / 100,00 |     |                |     |                |         |     |     |            |            |     |     |    |    |              |                |
| 2009 | 43,35   | 5       | 4,66    | -       | 44,52 | 6     | 1,45         | -            | 1,83           | -    | 0,30           | -       | 1,53           | -      | 74,10 / 100,00 |     |                |     |                |     |                |         |     |     |            |            |     |     |    |    |              |                |
| 2013 | CDS-PP  | CDS-PP  | PPD/PSD | PPD/PSD | 46,03 | 6     | 1,64         | -            | 1,93           | -    | PSD-CDS        | PSD-CDS |                |        | 34,97          | 4   | 10,18          | 1   | 0,79           | -   | 69,11 / 100,00 |         |     |     |            |            |     |     |    |    |              |                |
| 2017 | CDS-PP  | CDS-PP  | PPD/PSD | PPD/PSD | 41,19 | 5     | 1,45         | -            | 1,84           | -    |                |         | 32,81          | 4      | 17,90          | 2   |                |     | 1,23           | -   | 71,69 / 100,00 |         |     |     |            |            |     |     |    |    |              |                |
| 2021 | CDS-PP  | CDS-PP  | PPD/PSD | PPD/PSD | 37,16 | 5     | 1,67         | -            | 2,27           | -    | 45,39          | 6       | 4,47           | -      | 0,69           | -   | 3,74           | -   | 70,00 / 100,00 |     |                |         |     |     |            |            |     |     |    |    |              |                |

### Eleições legislativas
| Ano  | %     | %     | %     | %    | %     | %     | %        | %     | %    | %     | %    | %   | %       | % | %  | %  |
| Ano  | PSD   | PS    | CDS   | PCP  | UDP   | AD    | APU/ CDU | FRS   | PRD  | PSN   | B.E. | PAN | PSD CDS | L | CH | IL |
| ---- | ----- | ----- | ----- | ---- | ----- | ----- | -------- | ----- | ---- | ----- | ---- | --- | ------- | - | -- | -- |
| 1976 | 43,13 | 23,31 | 21,51 | 2,75 | 1,13  |       |          |       |      |       |      |     |         |   |    |    |
| 1979 | AD    | 21,35 | AD    | APU  | 2,08  | 63,71 | 7,30     |       |      |       |      |     |         |   |    |    |
| 1980 | AD    | FRS   | AD    | APU  | 1,27  | 66,00 | 6,11     | 21,04 |      |       |      |     |         |   |    |    |
| 1983 | 41,18 | 31,16 | 15,64 | APU  | 0,76  |       | 5,68     |       |      |       |      |     |         |   |    |    |
| 1985 | 45,44 | 18,30 | 13,16 | APU  | 1,05  | 5,78  | 11,39    |       |      |       |      |     |         |   |    |    |
| 1987 | 64,13 | 19,68 | 5,53  | CDU  | 0,76  | 3,99  | 2,14     |       |      |       |      |     |         |   |    |    |
| 1991 | 63,30 | 23,67 | 6,22  | CDU  |       | 2,80  | 0,24     | 0,64  |      |       |      |     |         |   |    |    |
| 1995 | 47,82 | 34,64 | 11,72 | CDU  | 0,47  | 2,64  |          | 0,29  |      |       |      |     |         |   |    |    |
| 1999 | 46,77 | 38,34 | 8,43  | CDU  |       | 2,71  | 0,31     | 1,01  |      |       |      |     |         |   |    |    |
| 2002 | 54,40 | 30,09 | 9,29  | CDU  | 2,28  |       | 1,63     |       |      |       |      |     |         |   |    |    |
| 2005 | 42,29 | 37,83 | 8,54  | CDU  | 2,72  | 4,20  |          |       |      |       |      |     |         |   |    |    |
| 2009 | 37,05 | 36,73 | 10,70 | CDU  | 2,88  | 6,93  |          |       |      |       |      |     |         |   |    |    |
| 2011 | 46,94 | 28,09 | 10,10 | CDU  | 3,21  | 3,72  | 0,49     |       |      |       |      |     |         |   |    |    |
| 2015 | CDS   | 26,97 | PSD   | CDU  | 3,12  | 7,11  | 0,69     | 53,67 | 0,69 |       |      |     |         |   |    |    |
| 2019 | 39,60 | 31,81 | 4,94  | CDU  | 2,40  | 8,13  | 2,26     |       | 0,61 | 0,67  | 0,64 |     |         |   |    |    |
| 2022 | 41,33 | 37,10 | 1,79  | CDU  | 1,62  | 3,47  | 0,97     | 0,69  | 6,12 | 3,67  |      |     |         |   |    |    |
| 2024 | AD    | 22,97 | AD    | CDU  | 38,61 | 1,21  | 3,36     | 1,18  | 1,97 | 18,60 | 5,21 |     |         |   |    |    |

## Geminações
Barcelos possui seis protocolos de geminação:
| - El Jadida, Doukkala-Abda, Marrocos - Pontevedra, Galiza, Espanha |  | - Recife, Pernambuco, Brasil - São Domingos, Ilha de Santiago, Cabo Verde |  | - Svishtov, Veliko Tarnovo Bulgária - Vierzon, Cher, França |

## Cultura

### Património imóvel
Em Barcelos existem onze monumentos nacionais, oito imóveis de interesse público e cinco monumentos em vias de classificação.

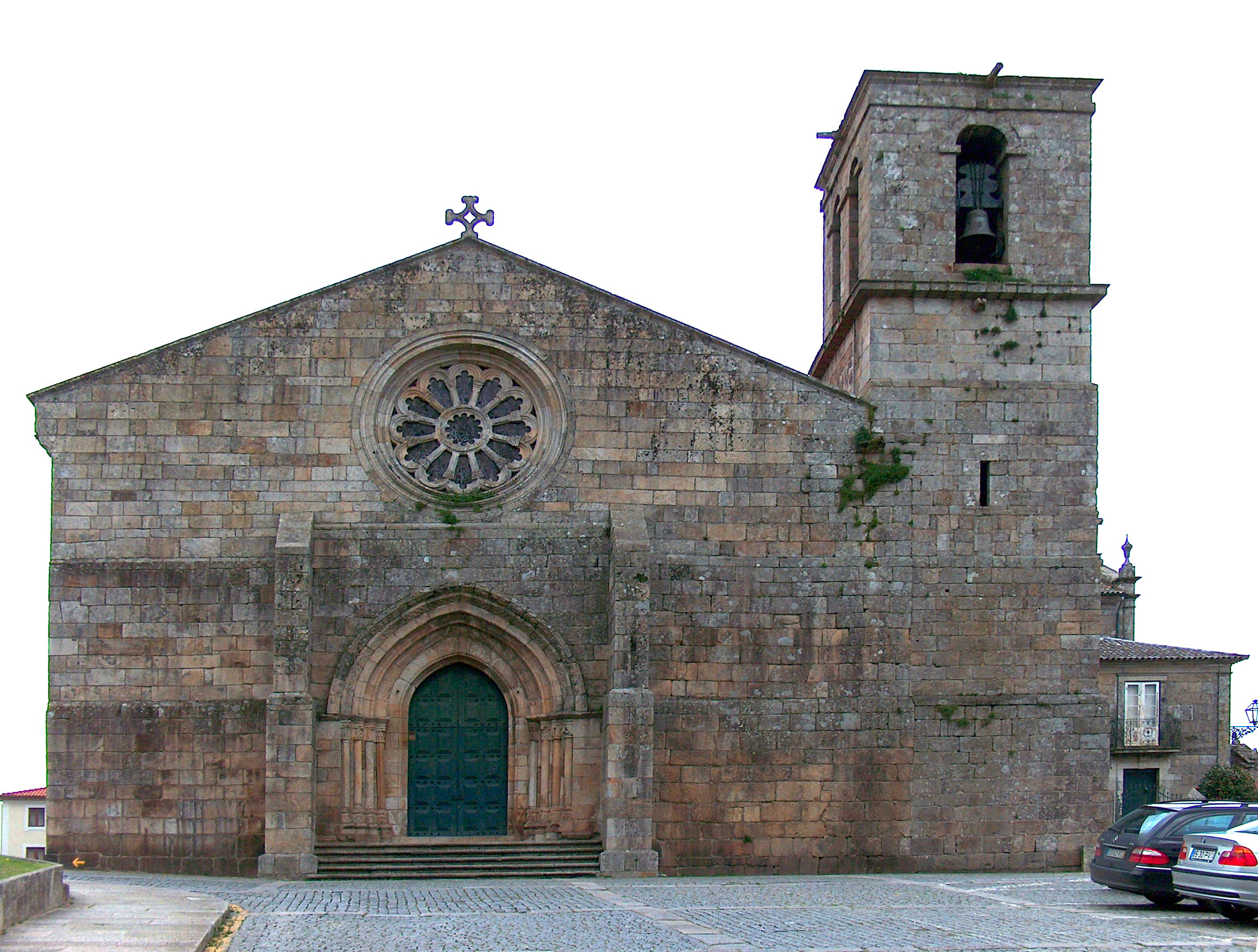
Igreja Matriz

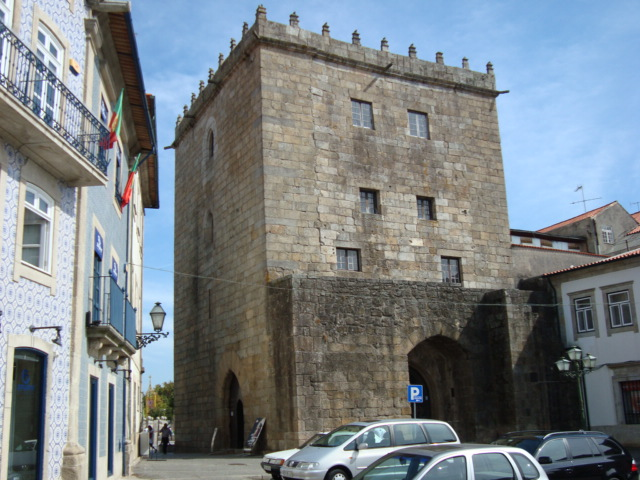
Torre da Porta Nova — Barcelos

#### Arqueologia
- Monumento Castrejo - Galegos Sta. Maria
- Monumento com forno do Monte da Saia - Chorente
- Laje dos Sinais - Carvalhas
- Castro do Monte Castro - Balugães
- Citânia da Carmona - Balugães
- Citânia de S.Mamede - Vila Cova, Feitos, Vilar do Monte
- Castro da Picarreira - Carapeços
- Castro do Picoto dos Mouros - Tregosa
- Necrópole de Mondim - Panque[11]
- Citânia do Facho - Oliveira

#### Arquitetura civil
- Teatro Gil Vicente
- Museu de Olaria
- Solar dos Pinheiros
- Casa de Santo António de Vessadas - Barcelinhos

sobre o rio Cávado
- Ponte de Barcelos
- Ponte Eiffel
- Ponte (Barcelos- Santa Eugénia)
- Ponte (Barcelinhos - Vila Frescaínha)
- Ponte (Pousa - Areias)
- Ponte (Areias - Lama - A3)
- Ponte Calatrava (em projecto)

sobre o rio Neiva
- Ponte das Tábuas - Aguiar-Balugães
- Ponte de Anhel - Alheira

#### Arquitetura militar
- Castelo de Faria
- Muralha de Barcelos
- Paço dos Condes de Barcelos
- Ponte de Barcelos
- Pelourinho de Barcelos
- Torre do Cimo da Vila
- Torre de Aborim

#### Arquitetura religiosa
- Igreja do Bom Jesus da Cruz
- Igreja de Nossa Senhora do Terço
- Igreja Matriz de Santa Maria de Barcelos
- Igreja de São Salvador de Vilar de Frades
- Igreja da Misericórdia de Barcelos

#### Infraestruturas desportivas
- Campos de Ténis
- Centro Hípico Irmão Pedro Coelho - Areias de Vilar
- Centro Hípico da Quinta do Vau - Equivau - Barqueiros
- Complexo de Tiro de Fervença - Gilmonde
- Estádio Adelino Ribeiro Novo
- Estádio Cidade de Barcelos
- Estádio da Devesa - Galegos (Santa Maria)
- Pavilhão Municipal de Barcelos
- Pavilhão Municipal de Campo
- Piscinas Municipais de Barcelos
- Pavilhões desportivos dos Agrupamentos de Escolas

### Artesanato
Barcelos é uma terra rica em artesanato, sendo conhecido pela capital do artesanato portuguesa. Existindo os mais diversos tipos de arte foram criadas rotas turísticas. É conhecido pelo galo tradicional de Barcelos

### Cinema
A cidade de Barcelos era servida por duas salas de cinema, geridas pela empresa Cinemas Cinemax. Encerraram em 2017. Conta, também, com o Cineclube de Barcelos, o qual realiza projeções de películas alternativas no Auditório da Biblioteca Municipal.

### Lendas e tradições
| - Lenda do alcaide de Faria - Lenda do areal de Caíde - Lenda do Barbadão - Lenda das Cobras Mouras - Lenda da Ponte - Lenda do Frade e do Passarinho |  | - Lenda do Galo de Barcelos - Lenda de Maria Fidalga - Lendas do Milagre das Cruzes - Lenda do Penedo do Ladrão - Lenda "Os Principais de Vilar de Figos" |

### Museus
- Centro de Artesanato de Barcelos — Torre da Porta Nova
- Centro de Interpretação do Galo e da Cidade de Barcelos
- Galeria Municipal de Arte
- Museu Arqueológico de Barcelos (Ruínas do Paço)
- Museu de Olaria (Casa dos Medanhas)
- Museu dos Bombeiros Voluntários de Barcelos
- Museu Etnográfico de Chavão
- Museu Regional e Etnográfico de Alvito
- Sala Gótica dos Paços do Concelho

### Música
- A banda Imortalis foi a primeira a internacionalizar-se com a mini-digressão pelo estado da Bahia, em março de 2000.
- A banda Oratory é uma das bandas portuguesas mais conhecidas no mundo, no género Power metal melódico.
- Durante a primeira década dos anos 2000, Barcelos ficou conhecida pela «capital portuguesa do Rock», tal era o número de bandas independentes a surgir na cidade minhota. Entre elas, incluiam-se os La La Ressonance, Indignu, Black Bombaim, Aspen, Dear Telephone e os Glockenwise, nome maior da música alternativa em Portugal.
- O fenómeno teve projeção nacional e foi noticiado por vários órgãos de comunicação social. Em 2010, o Jornal Público referia que «numa cidade sem oferta cultural, o "underground" combate o tédio. Black Bombaim, The Glockenwise e Aspen são algumas das dezenas de bandas, compostas por jovens com pouco mais de 20 anos, que partem semanalmente da cidade do galo para os palcos do país»[12].
- A Red Bull chegou mesmo a lançar um documentário em três partes, chamado A Scene Called Barcelos.
- A cena Rock de Barcelos era tão frutífera que, em 2011, motivou a publicação trimestral de um jornal de música chamado Rock Rola em Barcelos. A publicação, que entretanto foi descontinuada, era distribuída com o Jornal de Barcelos, mas existia uma assinatura independente que permitia recebê-la em casa.
- Mais tarde, os anos 2010 testemunharam ainda o surgimento de bandas como Solar Corona, Killimanjaro e Gator, the Alligator.
- Paralelamente ao Rock produzido nas margens do Cávado, surgiram também projetos a solo noutros géneros musicais. Cálculo, rapper e produtor natural de Barcelos, conta já com três álbuns lançados (A Zul, Tour Quesa e Royale) e é um nome respeitado na cena Hip Hop portuguesa, tendo já colaborado com nomes como Papillon, X-Tense, Harold, Mundo Segundo e nastyfactor.
- No fado, a barcelense Gisela João é um dos nomes mais consensuais surgidos no novo milénio e, provavelmente, a artista com maior projeção nacional proveniente da cidade minhota. Em 2021, apresentou o seu single «Louca» no A Colors Show, plataforma sobejamente conhecida e popular no YouTube que projeta artistas musicas de todos os pontos do mundo.

### Gastronomia
- Petiscos Típicos[13]: Bacalhau frito, Pataniscas de bacalhau, Bacalhau fito com cebolada, Chispe cozido, Chouriça de carne, Sangue com broa caseira, Presunto com azeitonas, Sandes de presunto, Sardinhas salgadas cozidas, Pastelão de sardinha, Pastelão de chouriço.

- Pratos Típicos: Cabrito assado, Rojões à Minhota, Papas de sarrabulho, Arroz de frango caseiro, Polvo assado na brasa, Bacalhau assado na braça, Bacalhau no forno, Cozido à Portuguesa, Vitela à moda de Barcelos, Arroz de lampreia, Lampreia à Bordalesa, Cabrito à Minhota, Entrecosto no churrasco, Bife na pedra, Filetes de pescada, Coelho assado na telha, Arroz malandro com grelos à Caldo de nabos, Caldo galego, Caldo verde, Sopa de àgua do cozido.

- Doces Regionais: Leite-creme, Leite-creme com chila, Pudim caseiro, A bela queijadinha, Laranjinhas doces, Doces de romaria, Pão-de-ló, Paralelos e sonhos do Arantes, Brisas do Cávado abanadas, Aletria.

### Salas de espectáculos e de conferências
- Auditório da Biblioteca Municipal
- Auditório da Câmara Municipal
- Auditório do Círculo Católico de Operários de Barcelos
- Auditório do Museu de Olaria
- Fórum São Bento Menni
- Teatro Gil Vicente

## Barcelenses ilustres
- Abel Varzim, foi sacerdote católico.
- Adalberto Neiva de Oliveira, é um empresário, recebeu a Grã-Cruz da Ordem do Mérito Agrícola, Comercial e Industrial
- Afonso Vaz de Azevedo
- António Fogaça, foi escritor.
- António Barroso, foi bispo do Porto.
- Barbosa Campos, foi sacerdote católico.
- Bento Antas da Cruz, foi historiador e poeta barcelense.
- Carlos Corrêa, é professor Emérito da Faculdade de Ciências da Universidade do Porto.
- Fernando de Magalhães e Menezes, Conde de Vilas Boas, Oficial da Marinha, Administrador do Concelho de Esposende, Presidente da Câmara Municipal de Barcelos, Presidente do Sindicato Agrícola de Barcelos, Presidente da Associação Comercial de Barcelos, Provedor da Santa Casa da Misericórdia de Barcelos.
- Gaspar de Faria, foi bispo de Angra
- Gil Vicente, foi dramaturgo.
- Gisela João, fadista
- Henrique Ernesto de Almeida Coutinho, foi poeta e crítico.
- Honório Novo, político, recebeu a medalha de Mérito Municipal, do Município de Vila Nova de Gaia.
- João Garcia de Guilhade, foi trovador.
- Joaquim Santos Júnior, foi professor universitário e investigador.
- José Luís Nogueira de Brito, jurista e político, recebeu a Grã-Cruz da Ordem de Cristo e da Ordem do Mérito
- José de Magalhães e Meneses de Vilas-Boas, foi primeiro conde de Alvelos, condecorado com a grã-cruz da Ordem de São Miguel da Ala.
- Júlia Côta, artesã.
- Júlia Ramalho, artesã.
- Manuel Carvalho da Silva, sociólogo.
- Manuel José da Costa Felgueiras Gaio, foi um genealogista.
- Manuel José Gomes,
- Miguel Cadilhe, político e economista.
- Pêro de Barcelos, foi um navegador.
- Rosa Ramalho, foi artesã, condecorada com o grau de Dama da Ordem de Sant'Iago da Espada.
- Rui Faria, Treinador de Futebol.
- Teotónio da Fonseca, foi historiador.
- Sá de Miranda, foi poeta.
- Damião Peres, foi o diretor da Obra sobre a História de Portugal.
- Nun'Alvares Pereira - viveu em Barcelos

## Turismo
| - Rota da cestaria e do vime - Rota da madeira - Rota do ferro e derivados |  | - Rota do figurado - Rota dos bordados e tecelagem |  | - Super Lua - Rota da super lua de Barcelos |

### Festividades
- Peregrinação Arciprestal ao Santuário de Nossa Senhora do Rosário do Monte da Franqueira
- Festa das Cruzes — Anualmente entre 1 e 3 de maio
- Procissão do Senhor dos Passos — realiza-se anualmente em Cambeses,Barcelos, Manhente, Areias de Vilar, Remelhe, Silveiros e Lama.
- Feira da Isabelinha

### Eventos
- Festival de Teatro de Barcelos - Setembro e Outubro
- Art&Tur - Festival Internacional de Filmes de Turismo
- Feira do Livro de Barcelos
- Moda Barcelos
- Mostra de Arte Jovem
- Mostra de Artesanato
- Barcelos Cidade Medieval

#### na área da cidadania
- Semana Europeia da Mobilidade
- Mostra de Produtos Biológicos
- Feira das Associações de Barcelos

#### na área do desporto
- Grande Prémio de Atletismo da Silva
- Caça ao Tesouro - A.B.A.S
- Maratona BTT 5 Cumes
- Rali de Barcelos
- Maratona BTT -  Raid do Facho
- XCO - Citânea do Facho - Roriz
- Prémio de Ciclismo de Roriz
- Prémio de Atletismo de Roriz

#### na área da gastronomia
- Papas de Sarrabulho à moda de Barcelos (março)
- Fim-de-semana do Bacalhau (junho)
- Fim-de-semana do Arroz Pica no Chão (novembro)
- Galo na Gastronoma Barcelense (março)
- Concurso do Galo Assado (outubro)
- Concurso Barcelos Doce (dezembro)
- Exposição Doce Folar da Páscoa (Páscoa)

#### na área da música
- Arredas Folk Fest - Tregosa
- Barcelos para a Música
- Cellos Rock - Barragem Penide - Areias São Vicente
- Festival Bandas de Barcelos
- Festival Malhão - Lijó
- Festival NAA
- Queima das Fitas - Barcelos
- Milhões de Festa - Festival de Verão
- Souto Rock - Roriz
- Subscuta - Festival de Música Alternativa

### Espaços urbanos
- alameda das Barrocas
- avenida da Liberdade
- campo 5 de Outubro
- jardim das Barrocas
- jardim Velho
- largo do Apoio
- largo da Porta Nova
- parque da Cidade
- passeio dos Assentos
- Parque Municipal
- Parque Fluvial de Barcelos - uma obra de arquitetura paisagística que faz a interligação entre a cidade de Barcelos e o rio Cávado.
- praça Pontevedra

### Estátuas e monumentos comemorativos
- estátua de D. António Barroso
- estátua dos Alcaides de Faria
- estátua ao Professor Primário
- estátua de Francisco Sá Carneiro
- estátua de João Duarte
- monumento ao Bombeiro Voluntário

### Miradouros
- Miradouro do Escadório da Paixão — Cambeses
- miradoura da Junceda — Gamil

## Comunicação social
Na atualidade existem duas rádios, quatro jornais semanários generalistas, um jornal temático, e um canal de televisão via internet.

### Televisão
- Barcelos TV

### Jornais
- A Voz do Minho - Generalista
- Jornal Rock Rola em Barcelos - Temático, sobre música.
- Barcelos Popular - Generalista
- Cávado Jornal - Generalista
- Jornal de Barcelos - Generalista
- Barcelos na Hora - Generalista (online)

### Rádios
- Rádio Barcelos em 91.9FM
- Rádio Cávado em 102.4FM

## Economia
Setor primário — existem grandes áreas dedicadas à agricultura, nomeadamente produção de forragens para alimentação de animais bovinos, sendo o maior produtor leiteiro nacional. Dada a importância do setor agrícola a maior "empresa" a operar neste município é a Cooperativa Agrícola de Barcelos.
No ano de 2007 o volume de leite produzido foi de mais do que 139 milhões de litros, diminuindo 2,07% relativamente a 2006, ou seja, menos cerca de 3 milhões de litros, aumentando o valor do leite pago à produção no mesmo período de 43 milhões de euros para 48,5 milhões de euros.
No subsetor da vitinicultra integra a região demarcada dos vinhos verdes, sendo que existem várias quintas com produção e marca própria. A Quinta de Azevedo, propriedade da Sogrape, com as marcas Quinta de Azevedo e Gazela, Quinta Convento da Franqueira, Quinta de Paços, Sociedade Agrícola Quinta de Santa Maria, Quinta de Vilar de Frades, Quinta do Barco, Quinta do Bosque, Vinhos Boucinha, Vinhos Campelo.
- Setor secundário — Barcelos é sede de grupos económicos com dimensão nacional e internacional, dos quais se destacam: Ana Sousa, Avianense,…

- Setor terceário -

### Transportes
| Autoestradas                  | Destinos |
| ----------------------------- | --- |
| A 3                           | Porto–A7 Vila Nova de Famalicão–Braga–Martim (Barcelos)–A 27 Ponte de Lima–Valença–Espanha                                              |
| A 11                          | A 28 Apúlia (Esposende)–N 205–Barcelos–Martim (Barcelos)–Braga                                                                          |
| Via rápidas                   | Destinos |
| EN 103                        | Vilar do Monte–Nó de Vila Frescainha (São Martinho)–Nó de Barcelinhos–Nó da A 11–Nó de Rio Covo (Santa Eugénia).                        |
| Via Rápida de Cintura Interna | Nó de Rio Covo de (Santa Eugénia)–Nó de Barcelos–Nó com a EN205–Central de Camionagem–Fonte Luminosa–Nó Vila Frescaínha (São Martinho). |
| Estradas Nacionais            | Destinos |
| EN 103                        | Neiva–Barcelos–Braga–Póvoa de Lanhoso–Vieira do Minho–Montalegre–Boticas–Chaves–Vinhais–Bragança                                        |
| EN 103–1                      | Barcelos–Esposende |
| EN 204                        | Ponte de Lima–Balugães–Carapeços–Barcelos–Viatodos–Vila Nova de Famalicão                                                               |
| EN 205                        | Arco de Baúlhe–Vila de Prado–Barcelos–Póvoa de Varzim                                                                                   |
| EN 305                        | Vila Praia de Âncora–Palme–Aldreu–Fragoso–Lanheses                                                                                      |
| EN 306                        | Macieira de Rates–Pedra Furada–Barcelos–Roriz–Alheira–Panque–Freixo–Ponte de Lima–Paredes de Coura                                      |
| EN 308                        | Foz do rio Lima–Balugães–Rio de Onor |

O município de Barcelos é servido pelos serviços de duas linhas dos Caminhos de Ferro Portugueses — CP, a Linha de Braga e a Linha do Minho. A Linha de Braga com o serviço de comboio urbano e a Linha do Minho com serviço de comboio regional, interregional e internacional, este com ligação a Vigo. A Linha de Braga com uma estação no município, em Cambeses, a Linha do Minho com sete estações no município de Barcelos: Carreira, Midões, Barcelos, Silva, Carapeços, Tamel, Durrães.
- Domingos da Cunha & Ca., Lda.
- Transdev
- Linhares
- Rede Expressos

Ao nível da oferta de gás natural é serviço pelo gasoduto Braga-Tui, sendo atravessado pelo ramal Barcelos-Esposende e Barcelos-Viana do Castelo.
Na atualidade não existem aeroportos, heliportos nem linhas fluviais comerciais ou turísticas.

## Educação
Ao nível do ensino superior no município está instalado um Instituto Politécnico, o Instituto Politécnico do Cávado e do Ave. Existem escolas públicas, com 2º ciclo, 3º ciclo e secundário:
- Escola Básica dos 2.º e 3.º ciclos de Fragoso, do Agrupamento Vertical de Escolas de Fragoso;
- Escola Básica e Secundária de Vila Cova, do Agrupamento de Escolas de Vila Cova;
- Escola Básica e Secundária Vale d' Este, do Agrupamento de Escolas Vale d' Este;
- Escola Básica e Secundária Vale do Tamel, do Agrupamento de Escolas Vale do Tamel;
- Escola Básica dos 2.º e 3.º ciclos de Manhente, do Agrupamento de Escolas Alcaides de Faria;
- Escola Secundária Alcaides Faria, do Agrupamento de Escolas Alcaides de Faria;
- Escola Básica dos 2.º e 3.º ciclos Gonçalo Nunes, do Agrupamento de Escolas Gonçalo Nunes;
- Escola Básica dos 2.º e 3.º ciclos Abel Varzim, do Agrupamento de Escolas de Barcelos;
- Escola Secundária de Barcelos, do Agrupamento de Escolas de Barcelos;
- Escola Básica dos 2.º e 3.º ciclos Rosa Ramalho, do Agrupamento de Escolas Rosa Ramalho;
- Escola Secundária de Barcelinhos, que é uma Escola Não Agrupada.
E existem 3 escolas privadas:
- Conservatório de Música de Barcelos;
- Colégio Didálvi;
- Colégio La Salle (Barcelos).
O município barcelense, como outros municípios portugueses, está a reformular a distribuição e qualidade dos equipamentos de ensino oferecidos, sendo que para este efeito serão construídos Centros Educativos.
A educação é um pilar fundamental para o desenvolvimento de uma sociedade: mais justa, mais formada, mais competitiva, com maior grau de participação cívica e com maior chance de empregabilidade. Assim sendo, importa referir que existe neste municipío existe uma taxa de analfabetismo de 7% e uma taxa de abandono escolar de 3% e baixo número de Licenciados.

### Bibliotecas
- Arquivo Municipal
- Biblioteca Municipal de Barcelos
- Bibliotecas dos Agrupamentos de Escolas

## Saúde
Ao nível da sáude o município é servido por um hospital distrital, o Hospital de Santa Maria Maior, EPE — Barcelos, um hospital privado, um centro de saúde, o Centro de Saúde de Barcelos-Barcelinhos, com dezasseis extensões de saúde:
- Unidade de saúde familiar de Santo António,
- Unidade de saúde familiar Senhora da Lapa — Aborim,
- Extensão de saúde de Alheira,
- Extensão de saúde de Alvito,
- Extensão de saúde de Carapeços,
- Extensão de saúde de Fragoso,
- Extensão de saúde de Lama,
- Extensão de saúde de Lijó,
- Extensão de saúde de Vila Cova,
- Extensão de saúde de Macieira de Rates,
- Extensão de saúde de Martim,
- Extensão de saúde de Pedra Furada,
- Extensão de saúde de Sequeade,
- Extensão de saúde de Silveiros,
- Extensão de saúde de Viatodos,
- Unidade de saúde de familiar Alcaides de Faria — Vila Seca.

Existe a Casa de Saúde de São João de Deus em Barcelos e a Casa de Saúde de São José em Areias de Vilar ambas pertencentes à Ordem Hospitaleira de São João de Deus as quais destinam-se, essencialmente, ao tratamento e/ou internamento de doentes do foro psiquiátrico.

### Acção social
O município é servido por IPSS que prestam serviços como: Creche, ATL, Infantário, Centro de Dia, Lar de Idosos.